# بهمن (رمان)
بهمن رمانی از آن روتخرس واندر لوف است. 

## ترجمهٔ فارسی
این کتاب با ترجمهٔ حسین ابراهیمی الوند از سوی کانون پرورش فکری کودکان و نوجوانان منتشر و در مراسم کتاب سال جمهوری اسلامی ایران به‌عنوان کتاب شایسته تقدیر معرفی شد.